# Subdivisions de la Serbie

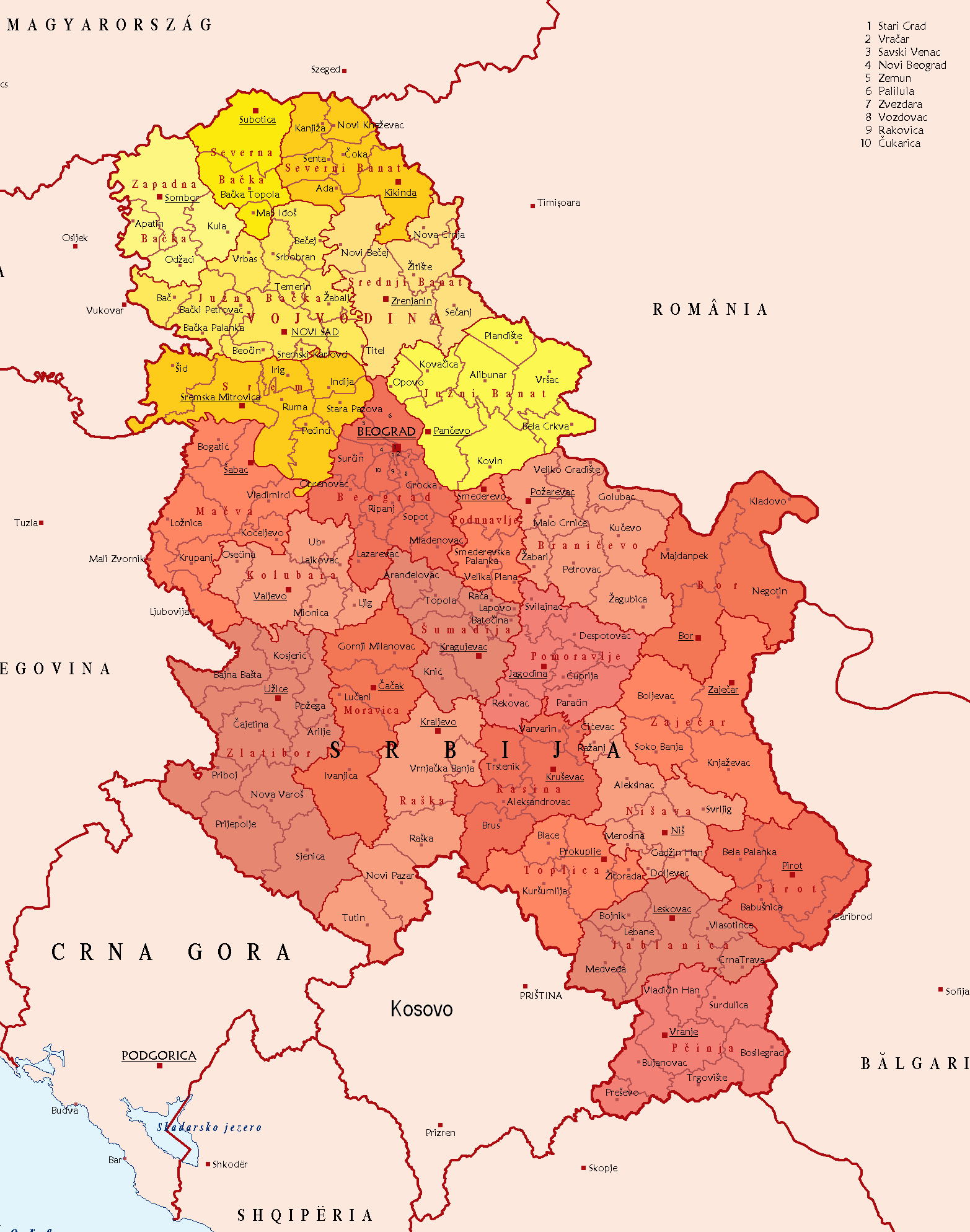
Provinces de Serbie

L'organisation territoriale de la république de Serbie (en serbe cyrillique : Територијална организација Републике Србије ; en serbe latin : Teritorijalna organizacija Republike Srbije) est régie par la « loi sur l'organisation territoriale » adoptée par l'Assemblée nationale le 29 décembre 2007, loi qui, par la suite, a connu un certain nombre d'amendements. En 2011, la Serbie est constituée de provinces (pokrajine), de régions (regioni), de districts administratifs (upravni oblasti), de la ville de Belgrade (Grad Beograd), de villes (gradovi) et de municipalités (opštine).

## Provinces autonomes
La Serbie compte deux provinces autonomes : la Voïvodine (en serbe : Аутономна Покрајина Војводина et Autonomna Pokrajina Vojvodina) au nord, avec 39 municipalités et 6 villes, et le Kosovo-et-Métochie (en serbe : Косово и Метохија et Kosovo i Metohija) au sud, avec 28 municipalités et une ville.
La province de Voïvodine dispose d'une grande autonomie dans des domaines comme les infrastructures, la science, l'éducation et la culture. Elle dispose d'une Assemblée et d'un gouvernement. En 2011, le président de l'Assemblée provinciale était Sándor Egeresi, membre de l'Alliance des Magyars de Voïvodine.
Du point de vue du gouvernement et de la constitution serbes, le Kosovo constitue une province autonome au sein de la république de Serbie. Administré par la MINUK depuis juin 1999, le Kosovo a déclaré unilatéralement son indépendance le 17 février 2008. Cette indépendance n'a pas été reconnue par Belgrade, la communauté internationale, quant à elle, est encore divisée sur la question. Le Kosovo dispose d'un parlement et d'un gouvernement.

Avant 2009, la zone comprise entre la Voïvodine et le Kosovo était connue sous le nom de Serbie centrale (en serbe : Централна Србија et Centralna Srbija) et ne disposait d'aucun statut officiel. En 2009-2010, son territoire a été divisé en trois régions statistiques.

Voïvodine
Serbie centrale
Kosovo-et-Métochie[10]

## Régions statistiques
En 2009, l'Assemblée nationale a adopté la « loi sur le développement régional » qui prévoyait la formation de sept régions statistiques. La loi a été modifiée le 7 avril 2010 et le nombre de régions réduit à cinq.
Les cinq régions statistiques sont les suivantes :
- Voïvodine
- Belgrade
- Šumadija et Serbie de l'ouest
- Serbie du sud et de l'est
- Kosovo et Métochie.

## Districts et ville de Belgrade
La Serbie est également divisée en 24 districts (en serbe cyrillique : области ; en serbe latin : oblasti), dont 17 en Serbie centrale et 7 en Voïvodine. Ces districts ne sont pas définis par la loi sur l'organisation territoriale mais un décret promulgué le 29 janvier 1992 ; dans ce décret, le gouvernement de la Serbie les définit comme « des centres régionaux de l'autorité de l'État ». Ils sont administrés par des préfets (načelnik okruga/načelnica okruga) et ne disposent d'aucune assemblée élue. Divisions purement administratives, ils accueillent diverses institutions nationales, notamment sur le plan des finances et de la justice.

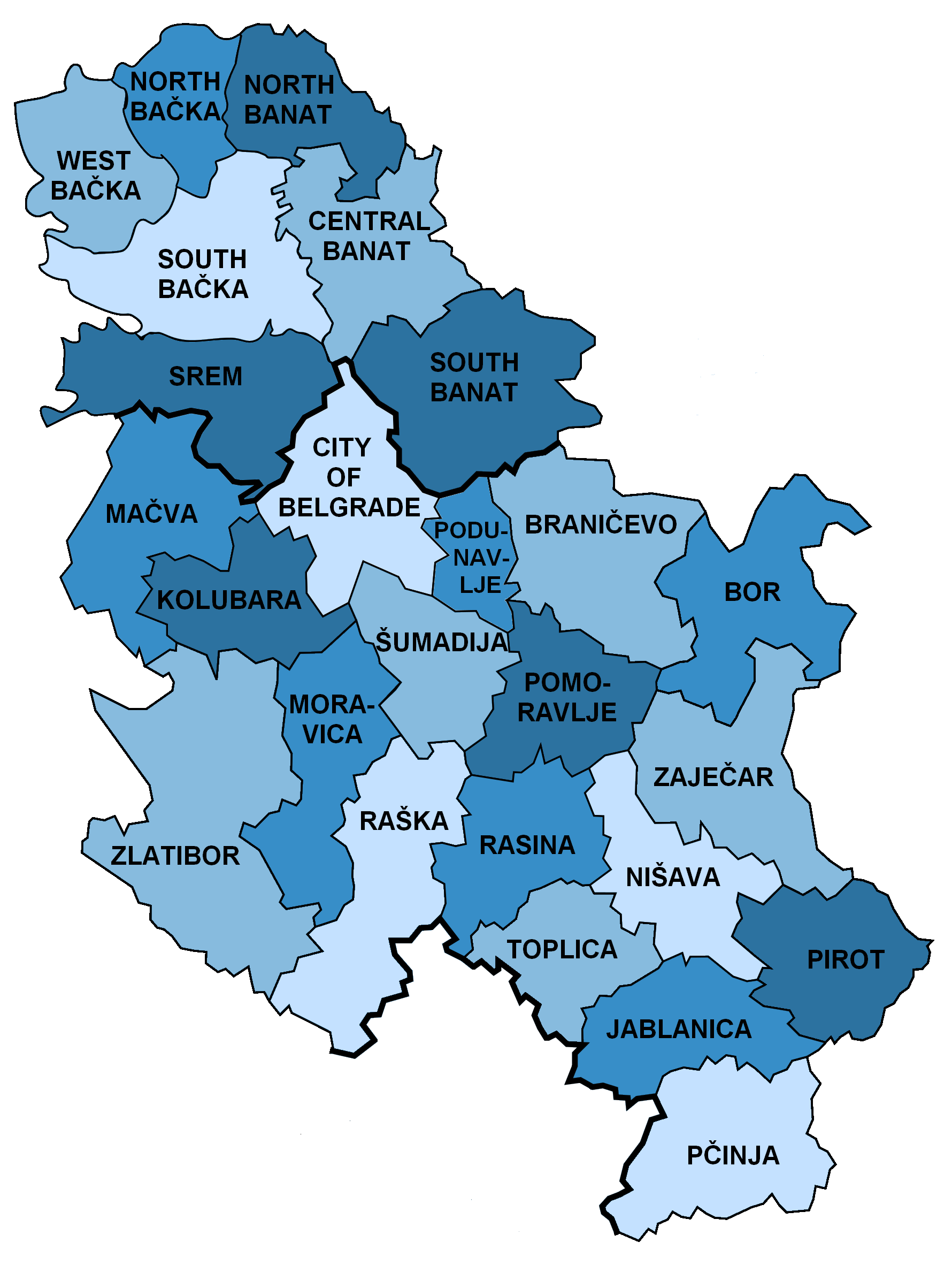
Les districts de Serbie

La ville de Belgrade (Grad Beograd) a la particularité de ne faire partie d'aucun district ; dotée d'un statut à part, elle fonctionne un peu à l'instar des districts du pays.
Les districts et la ville de Belgrade sont eux-mêmes subdivisés en villes ou en municipalités.

## Villes et municipalités
La Serbie est divisée en 23 villes et 150 municipalités,, qui constituent les unités fondamentales de l'autonomie locale.
Dans l'immense majorité des cas, la ville ou la municipalité englobe un nombre plus ou moins élevé de « localités ». En revanche, certaines villes importantes comme Belgrade, Novi Sad, Kragujevac et Niš ou encore Požarevac et Vranje sont elles-mêmes divisées en plusieurs municipalités. Par exemple, la ville de Belgrade intra muros est constituée de 10 municipalités urbaines, parmi lesquelles on peut citer celles de Stari grad (la « vieille ville ») et de Vračar, qui figurent parmi les plus anciennes de la capitale serbe. Zemun, qui fut une ville autrichienne jusqu'aux lendemains de la Première Guerre mondiale, est aujourd'hui une municipalité urbaine de Belgrade. En 2011, la Serbie comptait ainsi 28 municipalités urbaines (gradske opštine).

### Villes
Les 23 villes (au singulier : Град / Grad ; au pluriel : Градови / Gradovi), nombre qui s'élève à 24 si on y inclut la ville Belgrade, jouissent d'un statut particulier : elles disposent de leur propre assemblée (Скупштина града et Skupština grada) et d'un maire (Градоначелник et Gradonačelnik) élu au suffrage universel.

#### Liste des villes (avec Belgrade)
| Emblème | Ville             | Population intra muros en 2002 | Population intra muros en 2011 | District             |
| ------- | ----------------- | ------------------------------ | ------------------------------ | -------------------- |
|         | Belgrade          | 1 281 801                      | 1 135 502                      | Ville de Belgrade    |
|         | Valjevo           | 61 035                         | 58 184                         | Kolubara             |
|         | Vranje            | 55 052                         | 54 456                         | Pčinja               |
|         | Zaječar           | 39 491                         | 36 830                         | Zaječar              |
|         | Zrenjanin         | 79 545                         | 75 743                         | Banat central        |
|         | Jagodina          | 35 589                         | 36 092                         | Pomoravlje           |
|         | Kragujevac        | 146 373                        | 147 281                        | Šumadija             |
|         | Kraljevo          | 57 411                         | 63 030                         | Raška                |
|         | Kruševac          | 57 347                         | 57 627                         | Rasina               |
|         | Leskovac          | 63 185                         | 59 610                         | Jablanica            |
|         | Loznica           | 19 863                         | 18 714                         | Mačva                |
|         | Niš               | 173 724                        | 177 972                        | Nišava               |
|         | Novi Pazar        | 54 604                         | 60 638                         | Raška                |
|         | Novi Sad          | 191 405                        | 221 854                        | Bačka méridionale    |
|         | Pančevo           | 77 087                         | 73 992                         | Banat méridional     |
|         | Požarevac         | 41 736                         | 42 963                         | Braničevo            |
|         | Pristina          | ?                              | ?                              | Kosovo               |
|         | Smederevo         | 62 805                         | 63 028                         | Podunavlje           |
|         | Sombor            | 51 471                         | 47 485                         | Bačka occidentale    |
|         | Sremska Mitrovica | 39 084                         | 37 586                         | Syrmie (Srem)        |
|         | Subotica          | 99 981                         | 96 483                         | Bačka septentrionale |
|         | Užice             | 54 717                         | 52 199                         | Zlatibor             |
|         | Čačak             | 73 217                         | 72 148                         | Moravica             |
|         | Šabac             | 55 163                         | 52 822                         | Mačva                |

| \| 50 km1:2 010 000 Capitale nationale Capitale de province Capitale de district Autre \| · Belgrade · Čačak · Jagodina · Kraljevo · Kragujevac · Kruševac · Leskovac · Loznica · Novi Pazar · Novi Sad · Niš · Pančevo · Požarevac · Pristina · Smederevo · Sombor · Sremska Mitrovica · Subotica · Šabac · Užice · Valjevo · Vranje · Zaječar · Zrenjanin |
| 50 km1:2 010 000 Capitale nationale Capitale de province Capitale de district Autre |

| \| 50 km1:2 010 000 Capitale nationale Capitale de province Capitale de district Autre \| · Belgrade · Čačak · Jagodina · Kraljevo · Kragujevac · Kruševac · Leskovac · Loznica · Novi Pazar · Novi Sad · Niš · Pančevo · Požarevac · Pristina · Smederevo · Sombor · Sremska Mitrovica · Subotica · Šabac · Užice · Valjevo · Vranje · Zaječar · Zrenjanin |
| 50 km1:2 010 000 Capitale nationale Capitale de province Capitale de district Autre |

| 50 km1:2 010 000 Capitale nationale Capitale de province Capitale de district Autre |

### Municipalités
La municipalité (au singulier : општина et opština, au pluriel : општине et opštine) porte généralement le nom de la plus grande ville ou de la plus grande localité du secteur. Le centre administratif d'une municipalité n'est pas toujours une « ville » ou une « localité urbaine » (gradsko naselje) mais parfois une « localité rurale » (village). On peut citer l'exemple des municipalités de Malo Crniće, de Žabari et de Žagubica, toutes trois situées dans le district de Braničevo, qui ont comme chef-lieu des « villages » serbes. La municipalité dispose d’une assemblée (en serbe : скупштина општине et skupština opštine), élue pour quatre ans lors des élections locales, ainsi que d’un président (en serbe : председник општине et predsednik opštine), lui aussi élu pour quatre ans par l'assemblée municipale.

## Communautés locales et localités
La communauté locale (en serbe : Месна заједница et Mesna zajednica) est la plus petite unité administrative de la Serbie. Le plus souvent, ces communautés coïncident avec une « localité » dont elles portent le nom. Dans les zones rurales, certains villages faiblement peuplés peuvent être regroupés au sein d'une même communauté locale. Ces communautés sont gouvernées par des « conseils » (en serbe : савети et saveti) élus aux élections locales.
En 2011, la Serbie, dans son ensemble, compte officiellement 6 158 « localités » (en serbe : насеље et naselje, au pluriel : насеља et naselja) qui, pour la plupart, correspondent à des « villages » (en serbe : село et selo, au pluriel : села et sela). En outre, 195 localités sont officiellement définies comme des « localités urbaines » (en serbe : Градска насеља et Gradska naselja), communément appelées « villes ».
Le statut de localité urbaine (ville) n'est pas lié au nombre des habitants ; il a été officiellement obtenu au cours de l'histoire du pays et, plus récemment, par décision administrative. Par exemple, au recensement de 2011, la « ville » de Kuršumlijska Banja, dans le district de Toplica comptait 103 habitants. Inversement, certaines « localités rurales » (ou villages) disposent d'une population importante, comme Kaluđerica, près de Belgrade, qui, en 2011, comptait officiellement 26 549 habitants.